# Перегудова, Ольга Алексеевна
О́льга Алексе́евна Перегу́дова (род. 6 августа 1975 года, СССР) — российский учёный-механик, доктор физико-математических наук. Профессор Ульяновского государственного университета (УлГУ).

## Биография
О. А. Перегудова родилась 6 августа 1975 года. В 1997 году окончила Ульяновский филиал МГУ по специальности «Механика. Прикладная математика», а в 2000 году — аспирантуру Ульяновского государственного университета (УлГУ). В 2001 году защитила кандидатскую диссертацию по специальности «Теоретическая механика» (тема — «Метод сравнения в задачах об асимптотической устойчивости и неустойчивости»; научный руководитель — профессор А. С. Андреев).
С 2001 года работает в УлГУ: старший преподаватель, доцент (2006); с 2010 года — профессор кафедры информационной безопасности и теории управления.
В 2009 году защитила диссертацию на соискание учёной степени доктора физико-математических наук (тема — «Решение задач об устойчивости и управлении движением неавтономных механических систем на принципах сравнения и декомпозиции»).
С 2015 года Ольга Перегудова является членом Российского национального комитета по теоретической и прикладной механике.

## Научная деятельность
Научные интересы О. А. Перегудовой в основном относятся к устойчивости и управлению движением механических систем, качественной теории дифференциальных и функционально-дифференциальных уравнений.

## Публикации

### Отдельные издания
- Перегудова О. А. . Методы сравнения в задачах устойчивости и стабилизации. — Ульяновск: Ульяновский гос. ун-т, 2004. — 59 с. — ISBN 5-888866-186-4.
- Перегудова О. А. . Метод сравнения в задачах устойчивости и управления движениями механических систем. — Ульяновск: Ульяновский гос. ун-т, 2009. — 252 с. — ISBN 978-5-88866-336-3.
- Андреев А. С., Перегудова О. А., Филаткина Е. В. . Методы конструирования управляемых систем. — Ульяновск: Ульяновский гос. ун-т, 2016. — 72 с.

### Некоторые статьи
- Андреев А. С., Перегудова О. А.  К методу сравнения в задачах об асимптотической устойчивости // Прикладная математика и механика. — 2006. — Т. 70, № 6. — С. 965—976.
- Перегудова О. А.  Уравнения сравнения в задачах об устойчивости движения // Автоматика и телемеханика. — 2007. — № 9. — С. 56—63.
- Перегудова О. А.  Развитие метода функций Ляпунова в задаче устойчивости функционально-дифференциальных уравнений // Дифференциальные уравнения. — 2008. — Т. 44, № 12. — С. 1638—1647.
- Перегудова О. А.  Логарифмические матричные нормы в задачах устойчивости движения // Прикладная математика и механика. — 2008. — Т. 72, № 3. — С. 410—420.
- Перегудова О. А.  К задаче слежения для механических систем с запаздыванием в управлении // Автоматика и телемеханика. — 2009. — № 5. — С. 95—105.
- Андреев А. С., Перегудова О. А.  Об управлении двухзвенным манипулятором с упругими шарнирами // Нелинейная динамика. — 2015. — Т. 11, № 2. — С. 267—277.
- Андреев А. С., Перегудова О. А.  О стабилизации программных движений голономной механической системы // Автоматика и телемеханика. — 2016. — № 3. — С. 66—80.